# Student of the Year
Student of the Year (Estudante do Ano) é um filme de Bollywood indiano de 2012 do gênero comédia romântica, dirigido por Karan Johar, baseado em uma história de Johar e um roteiro de Rensil D'Silva e Niranjan Iyengar e produzido por Hiroo Yash Johar sob a bandeira da Dharma Productions e Gauri Khan sob a Red Chillies Entertainment. O filme é estrelado por Sidharth Malhotra, Alia Bhatt e Varun Dhawan nos papéis principais, e também apresenta Rishi Kapoor, Sana Saeed, Ronit Roy, Sahil Anand, Ram Kapoor e Farida Jalal nos papéis principais de apoio, com Boman Irani, Kajol, Farah Khan e Vaibhavi Merchant nas participações especiais. Este foi o primeiro e único empreendimento diretor de cinema de Johar sem Shah Rukh Khan, pois seu próximo filme, Ae Dil Hai Mushkil, teve Khan em uma participação especial.
Student of the Year foi lançado em 19 de outubro de 2012 em mais de 1400 locais em toda a Índia. Foi um dos filmes de Bollywood com maior bilheteria do ano 2012.
O filme teve uma sequela temporalmente relacionada, Student of the Year 2, dirigido pelo protegido de Johar e diretor de I Hate Luv Storys e Gori Tere Pyaar Mein Punit Malhotra, foi lançado em 10 de maio 2019, como uma quase-sequela, estrelado por Tiger Shroff ao lado das debutantes Tara Sutaria e Ananya Pandey.

## Enredo
O ex-diretor Dean Yogendra Vashisht, do Colégio de Santa Teresa, Dehradun, envelhecera e adoeceu. Seu último desejo era ver os alunos de seu último concurso, que faziam parte da competição "Estudante do ano". Alguns ex-alunos chegam ao hospital para ver o reitor e falar sobre seus arrependimentos de dez anos atrás na faculdade. Eles se responsabilizam pelo animado Dean ter adoecido. O filme então entra em um flashback ambientado há dez anos na faculdade.
O cara mais rico e popular da faculdade, Rohan "Ro" Nanda, é filho de um grande magnata comercial Ashok Nanda, que também é o principal investidor da faculdade. Seu pai quer que ele seja um homem de negócios como ele e discorda de sua paixão pela música. Shanaya Singhania, uma viciada em moda e a garota mais popular do campus, é a namorada de Rohan. Ela está descontente com sua família, pois sua mãe constantemente se divorcia e se casa com homens ricos. Shanaya fica chateada com o flerte regular de Rohan com Tanya Israni, outra estudante e arqui-inimiga de Shanaya. Abhimanyu "Abhi" Singh, um novo aluno, chega à faculdade e se torna um novo e elegante galã. Órfão e de uma família de classe média, ele vive com sua tia, tio e avó. Seu sonho é se tornar um grande magnata dos negócios como Ashok Nanda. Ro e Abhi inicialmente não se dão bem, mas logo se tornam melhores amigos. Ro apresenta Shanaya a Abhi, avisando Abhi para não se envolver com ela romanticamente, embora Abhi convença Ro de que Shanaya não é do tipo dele e que é melhor que ela esteja com Ro.
Abhi é convidado para o casamento do irmão mais velho de Ro na Tailândia, onde Shanaya e outros amigos ricos da família também estão participando. Na Tailândia, Shanaya vê Tanya e Ro flertando novamente e fica ainda mais chateada quando Ro é rude com ela e toma partido de Tanya. Abhi diz a ela que eles podem ensinar Ro a respeitar sua namorada. Na festa, Shanaya flerta abertamente com Abhi, tentando deixar Ro com ciúmes. O plano funciona, mas Ro descobre que ela fez isso para colocá-lo de volta aos trilhos.
No dia do casamento, Ro pede desculpas a ela e é facilmente perdoado, enquanto Abhi percebe que ele está apaixonado por Shanaya. Eles voltam para a Índia, onde começa a competição "Student of the Year", que determina o melhor aluno intelectualmente, artisticamente e também o como melhor esportista. A primeira rodada é um teste de Q.I. em que Ro, Abhi, Shanaya e a maioria de seus amigos vencem. A segunda rodada é a caça ao tesouro. A equipe de Abhi e Shanaya vence a caçada, embora a equipe de Ro também se qualifique. A avó de Abhi fica doente e acaba morrendo. Shanaya fica ao seu lado durante este momento difícil. Chateado com a morte de sua avó, Abhi tenta mandar Shanaya embora, mas ela se sente atraída por ele, fica para trás e eles compartilham um beijo. Ro vê isso e está com o coração partido, o que leva a uma discussão acalorada e briga entre ele e Abhi.
Na terceira rodada, dança, no baile, Shanaya confusa escolhe Jeet Khurana, amigo de Ro, como parceiro, pois ela não pode escolher entre Abhi e Ro. Renegando Jeet e terminando sua amizade com ele sobre esse assunto, Ro vai com Tanya e Abhi vai com a ex-melhor amiga de Shanaya, Shruti Pathak, depois que ela se separou de Shanaya, que é desqualificada por deixar a dança antes que ela termine. A última rodada da competição é um triatlo de natação, ciclismo e  corrida, Abhi está ganhando, mas diminui a velocidade e Ro vence. Na cerimônia de premiação, Ro se recusa a aceitar o prêmio citando motivos pessoais. Yogi é abusado por um amigo bêbado deles, Kaizad "Sudo" Sodabottleopenerwala, devido ao qual ele eventualmente se aposenta.
No presente, Ro conseguiu se tornar uma estrela rock pop, mas ainda é solteiro. Abhi e Shanaya se casaram e Abhi atualmente é um empresário banqueiro de investimentos bem-sucedido. Todos eles se encontram quando visitam seu diretor doente. Abhi e Ro acabam brigando durante um confronto quando Shanaya tenta convencê-los a falar e liberam tudo o que estavam escondendo nos últimos dez anos. Ro concorda com sua raiva por todo o drama quando descobre a verdade sobre o triatlo, sobre como Abhi viu o pai de Ro feliz quando Ro estava perdendo e que ele permitiu que Ro vencesse intencionalmente porque não queria ser tão mau quanto Ashok e que era sua maneira de superar Ashok em grandeza. Ambos percebem o quão importante é a amizade e se reconciliam.

## Produção

### Desenvolvimento

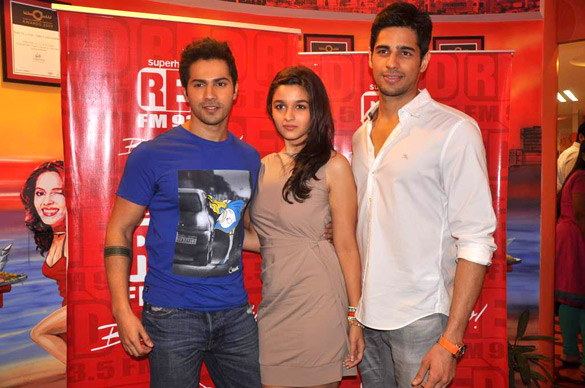
Varun Dhawan, Alia Bhatt e Sidharth Malhotra, durante a promoção do filme.

Em 5 de janeiro de 2011, Karan Johar e Shah Rukh Khan fizeram o upload do pôster do primeiro filme do novo filme no site de microblogging Twitter. Student of the Year marca as estreias de Alia Bhatt, filha do cineasta Mahesh Bhatt, Varun Dhawan, filho do diretor David Dhawan, Sidharth Malhotra, filho de Boman Irani e Kayoze Irani, e Kuch Kuch Hota Hai, filha de Sana Saeed.
Malhotra e Dhawan já haviam trabalhado como assistente de direção sob o comando de Johar durante a realização do filme My Name Is Khan, de 2010 .
O primeiro trailer oficial foi lançado em 2 de agosto de 2012. Karan Johar depois twittou dizendo que o filme será lançado em 19 de outubro de 2012.

### Filmagens
Em 16 de agosto de 2011, o diretor Karan Johar tirou a foto de Mahurat e a socialite de Mumbai Parmeshwar Godrej filmando as câmeras. Algumas partes do filme foram filmadas na Caxemira e Dehradun (Instituto de Pesquisa Florestal , Dehradun). A visão externa da escola foi tirada da Kasiga School Dehradun, cujo nome foi alterado para Santa Teresa. As cenas do hospital foram filmadas do lado de fora do Grande Palácio Lalit, Srinagar. O filme também foi rodado na Tailândia. Rob Miller, da ReelSports, que havia trabalhado com Shahrukh Khan em Chak De! Índia, foi contratado para dirigir a ação esportiva em Student of the Year.

## Elenco
- Sidharth Malhotra como Abhimanyu "Abhi" Singh
- Alia Bhatt como Shanaya Singhania
- Varun Dhawan como Rohan "Ro" Nanda
- Rishi Kapoor como Dean Yogendra Vashishth
- Sana Saeed como Tanya Israni
- Sahil Anand como Jeet Khurana
- Manasi Rachh como Shruti Pathak
- Kayoze Irani como Kaizad "Sudo" Sodabottleopenerwala
- Manjot Singh como Dimpy
- Ronit Roy como Treinador Karan Shah
- Ram Kapoor como Ashok Nanda
- Gautami Kapoor como Gayatri Nanda
- Farida Jalal como Avó de Abhi
- Akshay Anand como Tio de Abhi
- Manini Mishra como Geeta Singh, tia de Abhi
- Prachi Shah como Esposa do treinador
- Nandini Sen como Mãe de Shanaya
- Boman Irani como Harkishan Sanon, Reitor da escola rival
- Sushma Seth aparição como Mãe de Yogendra
- Farah Khan aparição como juiz em "The Disco Song"
- Vaibhavi Merchant aparição como juiz "The Disco Song"
- Kajol aparição em "The Disco Song"